# Argostemma uniflorum
Argostemma uniflorum là một loài thực vật có hoa trong họ Thiến thảo. Loài này được Blume ex DC. mô tả khoa học đầu tiên năm 1830.